# Литл Ривер (Јужна Каролина)
Литл Ривер (енгл. Little River) насељено је место без административног статуса у америчкој савезној држави Јужна Каролина.

## Демографија
По попису из 2010. године број становника је 8.960, што је 1.933 (27,5%) становника више него 2000. године.
| Група             | 2000.         | 2010.         |
| Белци             | 6.385 (90,9%) | 7.859 (87,7%) |
| Афроамериканци    | 478 (6,8%)    | 593 (6,6%)    |
| Азијати           | 20 (0,3%)     | 77 (0,9%)     |
| Хиспаноамериканци | 72 (1,0%)     | 290 (3,2%)    |
| Укупно            | 7.027         | 8.960         |